# Lubasz (Groot-Polen)
Lubasz is een dorp in het Poolse woiwodschap Groot-Polen, in het district Czarnkowsko-trzcianecki. De plaats maakt deel uit van de gemeente Lubasz en telt 2500 inwoners.